# Tecapa
Tecapa és un estratovolcà que es troba al centre d'El Salvador, al departament d'Usulután. El seu cim s'eleva fins als 1.593 msnm i es troba uns 20 quilòmetres a l'oest de la ciutat de San Miguel, a l'est del riu Lempa, entre els volcans de San Vicente i de San Miguel.
Dues erupcions explosives, una fa 100.000 anys i una altra fa 61.000 anys han configurat l'actual volcà. El cim presenta una caldera, on hi ha un llac de cràter, la Laguna de Alegría, envoltada per fonts termals i fumaroles i centre d'atracció turística.